# Kazakhstan aux Jeux olympiques d'hiver de 2006
Le Kazakhstan est représenté par 67 athlètes aux Jeux olympiques d'hiver de 2006 à Turin.

## Épreuves

### Biathlon
Hommes
- Erben Abdrakhmanov
- Alexsandr Chervyhkov

Femmes
- Elena Dubok
- Olga Dudchenko
- Anna Lebedeva
- Tatiana Mazunina
- Irina Mozhevitina

### Hockey sur glace
Hommes
- Vitali Ieremeïev
- Vitaly Kolesnik
- Sergueï Ogourechnikov
- Artiom Argokov
- Alekseï Koledaïev
- Oleg Kovalenko
- Ievgueni Poupkov
- Denis Chemeline
- Vitali Tregoubov
- Alekseï Trochtchinski
- Alekseï Vassilchenko
- Sergueï Aleksandrov
- Nikolaï Antropov
- Dmitri Doudarev
- Aleksandr Korechkov
- Ievgueni Korechkov
- Andreï Ogorodnikov
- Andreï Pcheliakov
- Fiodor Polichtchouk
- Andreï Samokhvalov
- Konstantin Chafranov
- Andreï Trochtchinski
- Dmitri Oupper

### Patinage de vitesse
Hommes
- Dmitry Babenko
- Aleksey Belyayev
- Vladimir Kostin
- Sergey Pronin
- Vladimir Sherstyuk
- Aleksandr Zhigin

Femmes
- Nataliya Rybakova

### Saut à ski
- Ivan Karaulov
- Nikolay Karpenko
- Alexey Korolev
- Asan Tahtahunov
- Radik Zhaparov

### Ski acrobatique
Bosses H
- Dmitry Barmashov
- Dmitriy Reiherd

Bosses F
- Yuliya Rodionova
- Darya Vladimirovna Rybalova

### Ski alpin
Femmes
- Vera Eremenko
- Victor Ryabchenko

### Ski de fond
Hommes
- Alexander Babenko
- Nikolay Chebotko
- Sergey Cherepanov
- Dmitriy Eremenko
- Andrey Golovko
- Andrey Kondroschev
- Yevgeniy Koschevoy
- Denis Krivushkin
- Maxim Odnovortsev
- Aleksey Poltaranin
- Yevgeny Safonov

Femmes
- Elena Antonova
- Natalya Issachenko
- Oxana Jatskaja
- Elena Kolomina
- Svetlana Malahova-Shishkina
- Tatyana Shedenko
- Daria Starostina
- Yevgeniya Voloshenko